# Y dale alegría a mi corazón
«Y dale alegría a mi corazón» es una de las canciones más reconocidas de Fito Páez que lo lanzaron al estrellato, cuenta con la colaboración vocal de David Lebón y Luis Alberto Spinetta, con quien ya había trabajado en el álbum La La La, en 1986. Es del disco Tercer Mundo, sexto álbum publicado en 1990. Fue grabado en Europa con la compañía Warner Music.

## Historia
Tercer Mundo es el sexto álbum del músico argentino Fito Páez, lanzado en 1990. El primer trabajo que graba para la compañía discográfica WEA.
El disco fue grabado antes de partir a Europa en un momento en que Páez atravesaba problemas económicos y su contrato con EMI Music había concluido. Para sorpresa del autor, el álbum fue todo un éxito, llegando a ser disco de oro en su país, por lo que tuvo que regresar para el trabajo de promoción y difusión en vivo.

## Reconocimientos
Las críticas y el apoyo del público han dejado a este sencillo como uno de los mejores del artista. 

## Versiones

### Versiones de hinchadas de fútbol
Con el paso del tiempo, la canción se hizo tremendamente popular a tal grado de convertirse en un himno futbolero, e incluso es parte de publicidades televisivas de la Conmebol Libertadores. Por ejemplo, la hinchada del Club Atlético Peñarol de Uruguay modificó la letra de la canción en el año 2009. Los hinchas del Club Atlético Boca Juniors suelen corear una versión modificada del tema en partidos importantes como el Superclásico o en los encuentros correspondientes a la Copa Libertadores de América. Consta de un solo estribillo repetido varias veces, en el que incluye en su letra mensajes referentes a la ya mencionada Copa Libertadores y epítetos ofensivos hacia su clásico rival, River Plate.

Y dale alegría, alegría a mi corazón

Lo único que te pido ganemos hoy
La Copa Libertadores es mi obsesión
Tenés que dejar el alma y el corazón
Ya vas a ver

No somos como los putos de River Plate

### Versión de Lali Espósito
En 2018, Lali fue seleccionada por Spotify para lanzar una canción para apoyar a la Selección de fútbol de Argentina en la Copa Mundial de Fútbol de 2018. Lali hizo una versión pop de "Y dale alegría a mi corazón", con la cual fue portada de la lista de reproducción latina más importante de dicha plataforma. En el video de la canción se pueden ver los símbolos patrios asociados al fútbol: una bandera blandida por un hombre con boina y bombacha de gaucho que va hacia su casa a caballo para ver un partido de la selección junto a su familia, e incluso a la propia Lali en un estudio de grabación.

### Copa Libertadores 2018
En noviembre de 2018, Fito Páez se unió con Fox Sports Argentina para la realización de un vídeo de la versión adaptada del tema, en conmemoración a la final de la Copa Libertadores 2018 disputada por los dos clubes más grandes de Argentina: Boca Juniors y River Plate. 
En el vídeo se puede ver a Fito sentado frente a su piano cantando la versión adaptada, mientras se mezclan imágenes de las hinchadas y de los goleadores de los dos clubes (Ramón Ábila y Lucas Pratto).

### Versión de Mercedes Sosa
En el año 1992, Mercedes Sosa incluyó una versión de esta canción en su álbum "Sino".